# William Benidickson
William Moore Benidickson PC (* 8. April 1911 in Dauphin, Manitoba; † 4. Januar 1985) war ein Politiker der Liberalen Partei Kanadas, der als Abgeordneter des Unterhauses sowie als Senator fast vierzig Jahre lang Mitglied des Parlaments von Kanada und zeitweise Minister im 19. kanadischen Kabinett von Premierminister Lester Pearson war.

## Leben

### Rechtsanwalt, Zweiter Weltkrieg und Unterhausabgeordneter
Benidickson absolvierte nach dem Schulbesuch zunächst ein grundständiges Studium und schloss dieses mit einem Bachelor of Arts (B.A.) war. Ein anschließendes Studium der Rechtswissenschaften beendete er mit einem Bachelor of Laws (LL.B.) und nahm nach seiner anwaltlichen Zulassung eine Tätigkeit als Barrister auf. Während des Zweiten Weltkrieges leistete er seinen Militärdienst in der Royal Canadian Air Force (RCAF) und wurde zuletzt zum Oberstleutnant (Wing Commander) befördert.
Bei der Wahl vom 11. Juni 1945 wurde Benidickson als Kandidat der Liberalen Partei erstmals zum Mitglied des Unterhauses gewählt und vertrat dort nach seinen Wiederwahlen bei der darauf folgenden Unterhauswahl bis zu seinem freiwilligen Mandatsverzicht am 7. Juli 1965 die Interessen des in Ontario gelegenen Wahlkreises Kenora-Rainy River.
Während seiner Unterhauszugehörigkeit war er vom 16. Februar bis zum 30. Juni 1950 Vize-Vorsitzender des Gemeinsamen Parlamentsausschusses für Altersvorsorge. Sein erstes Regierungsamt übernahm er am 24. Januar 1951 als Parlamentarischer Assistent von Lionel Chevrier, des Verkehrsministers im 17. kanadischen Kabinett von Premierminister Louis Saint-Laurent. Dieses Amt übte er bis zum 13. Juni 1953 aus und war zugleich vom 28. Februar bis zum 20. November 1952 Vize-Vorsitzender des Ständigen Unterhausausschusses für öffentliche Konten. Später war er zwischen dem 31. August und dem 13. September 1953 erneut Parlamentarischer Assistent von Verkehrsminister Chevrier und danach vom 14. Oktober 1953 bis zum 12. April 1957 Parlamentarischer Assistent des Finanzministers im Kabinett Saint-Laurent, Douglas Abbott sowie zuletzt Walter Harris.

### Bundesminister und Senator
Am 22. April 1963 wurde Benidickson von Premierminister Lester Pearson in das 19. Kabinett Kanadas berufen und übernahm in diesem bis zu seinem Rücktritt am 7. Juli 1965 das Amt des Ministers für Bergbau und technische Begutachtung.
Am 7. Juli 1965 trat er als Minister zurück und legte auch sein Unterhausmandat nieder, nachdem er auf Vorschlag von Premierminister Pearson zum Senator ernannt wurde und dort bis zu seinem Tod am 4. Januar 1985 den Senatsbezirk Kenora-Rainy River in Ontario vertrat. Während seiner Senatsmitgliedschaft war er vom 18. Januar 1966 bis zum 8. Mai 1967 war er Co-Vorsitzender des Gemeinsamen Parlamentarischen Sonderausschusses für Justizvollzugsanstalten.
Bei seinem Tod war Benidickson annähernd vierzig Jahre lang Mitglied des kanadischen Parlaments.